# Lírica galaicoportuguesa

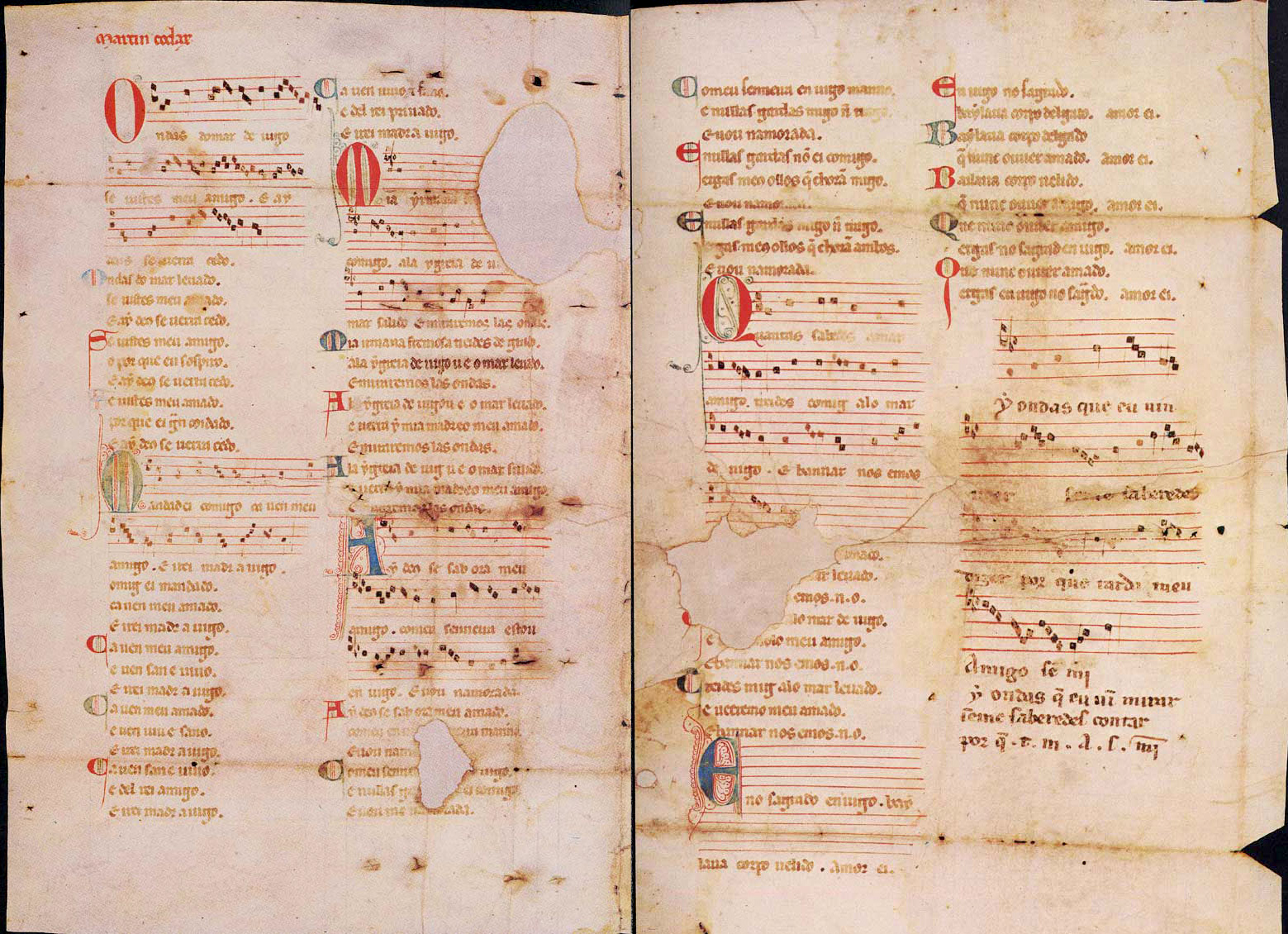
El pergamí Vindel (Llibreria Pierpont Morgan, Nova York, Vindel MS M979)

La lírica galaicoportuguesa es desenvolupà en l'edat mitjana, entre els segles XII i XIV, en galaicoportugués, la llengua primitiva de la qual derivarien les variants gallega i portuguesa modernes. Tot i que la major part dels poetes de qui es té referència provenien de Galícia i del nord de Portugal, la conrearen també molts poetes d'altres llocs de la península Ibèrica (per exemple, Alfons X el Savi, autor de les Cantigas de Santa Maria).

## Orígens
Dos dels gèneres principals, les cantigues d'amor i les d'escarn, tenen l'origen en la literatura dels trobadors provençals. Mentre que en altres llocs, com a Catalunya o a Llombardia, els trobadors locals utilitzaren l'occità com a llengua lírica, al nord-oest de la península els poetes empraren la seua llengua vernacla, el gallecportugués. Adaptaren, però, la temàtica, la mètrica i les convencions pròpies de la poesia trobadoresca, amb lleus variacions. Hi ha fins i tot provençalismes en les cantigues d'amor i d'escarn que en mostren l'origen provençal.
La influència provençal hi arribà per tres vies:
- Per Barcelona, lloc de trànsit obligat de totes les aportacions culturals occitanes (incentivat per l'emigració que provocà al 1213 la derrota dels càtars en la croada catòlica).

- Per enllaços matrimonials entre les monarquies peninsulars i les princeses occitanes: Alfons VI de Lleó es casà en quatre ocasions amb filles de senyors feudals d'Occitània. Una de les seues esposes, Agnés d'Aquitània, era filla de Guillem VIII d'Aquitània i germana del trobador Guillem IX d'Aquitània. Una altra en fou Constança de Borgonya. Els nebots de Constança, Raimon i Enric de Borgonya es casaren amb les filles d'Alfons VI, Urraca i Teresa, per això són respectivament els pares d'Alfons VII de Castella i d'Alfons I de Portugal. Amb aquests enllaços arribaren a la península molts cavallers, monjos, clergues i, per descomptat, trobadors occitans.

- Pel Camí de Sant Jaume: Guillem de Poitiers i el seu fill, Guillem X d'Aquitània peregrinaren a Santiago de Compostel·la en la primera meitat del s. XII. El bisbe compostel·là Diego Gelmírez, impulsor del camí, envià clergues a formar-se a França i Itàlia.

Un problema diferent és el de l'origen de les cantigues d'amic, que no tenen precedent en la lírica provençal. Com que estan posades en boca de dones, s'han relacionat amb les kharja mossàrabs. S'ha parlat d'una tradició folklòrica que podria remuntar-se a èpoques molt antigues, alguns dels testimoniatges de les quals serien les kharja (recollides per poetes àrabs i hebreus) i les cantigues d'amic (recollides i elaborades pels trobadors galaicoportuguesos); caldria afegir-hi probablement les chansons de toile i les frauenlieder (en alemany, 'cançons de dona'), com a referents extrapeninsulars que en demostrarien una tradició paneuropea.

## Evolució de la lírica galaicoportuguesa
Hi ha algunes propostes per a descriure l'evolució de la lírica gallegoportuguesa, segons se li done més importància al context històric o a l'evolució literària.
- Històricament, se'n poden considerar aquestes etapes: època prealfonsina (fins a 1245), època alfonsina (fins a 1280), una altra de Dionís I de Portugal (entre 1280 i 1300) i una darrera postdionisíaca (fins a 1350).

- Un intent de combinar ambdues perspectives donaria com a resultat aquesta periodització:

1) Des de 1189, data probable de la composició més antiga coneguda, fins a 1232, any en què el rei Ferran III de Castella i Galícia-Lleó peregrina a Santiago de Compostel·la. És una etapa d'influx provençal, en què predominen les cantigues d'amor.
2) De 1232 a 1325, en què mor el rei poeta Dionís I de Portugal. És l'època d'auge de la lírica gallegoportuguesa, sobretot en la cort dels reis castellans Ferran III i Alfons X, i en la de Dionís I de Portugal, net del Rei Savi. En aquesta època, cap a 1280, es compila el Cançoner d'Ajuda. També corresponen a aquesta època les Cantigues de Santa Maria.
3) De 1325 a 1354, data de la mort de Pere de Portugal, comte de Barcelos, fill de Dionís I. Probablement és en aquesta època quan es recopilen el Cançoner Colocci-Brancuti i el de la Biblioteca Vaticana.
- En acabant, una proposta centrada quasi exclusivament en criteris literaris, donaria com a resultat aquesta divisió:[3]
- # c. 1200-1225: impregnació de la poesia trobadoresca occitana.
- # c. 1225-1250: fixació dels tres gèneres principals per part de la petita noblesa gallega i del nord de Portugal, després de l'adopció i reelaboració de la poesia occitana.
- # c. 1250-1300: període d'auge: important activitat trobadoresca en les corts d'Alfons X i Sanç IV de Castella, i d'Alfons III i Dionís I de Portugal.
- # c. 1300-1350: període de retracció; després d'un desgast del model, s'entra en un període de decadència. No n'hi ha mecenatge ni un centre cultural com a punt de referència. D'altra banda, problemes sociohistòrics (pesta, desinterés de l'aristocràcia...) creen un ambient que rebutja la possibilitat de continuar amb una experiència literària semblant.

## Els cançoners
Hi ha tres cançoners principals que recullen les composicions líriques galaicoportugueses. El més antic n'és el Cancioneiro da Ajuda, compilat possiblement cap al 1280. Els altres dos són còpies molt més tardanes, per això es denominen apògrafs: són el Cancioneiro Colocci-Brancuti (més conegut en l'actualitat com Cançoner de la Biblioteca Nacional) i el Cancioneiro da Vaticana. Tots dos foren copiats a Itàlia a la primeria del s. XVI, i se suposa que remeten a un còdex anterior, compilat tal vegada per Pere de Portugal, comte de Barcelos, en la primera meitat del s. XIV. El Cancioneiro da Ajuda recull només cantigues d'amor; en els altres es representen els tres gèneres principals (d'amor, d'amic i d'escarn) i tenen poemes de data posterior.
A aquests tres cançoners cal afegir altres restes, entre les quals destaca un pergamí trobat amb notació musical:
- el Pergamí Vindel, trobat al 1914, que conté set cantigues d'amic -sis amb notació musical- atribuïdes al joglar gallec Martín Codax.
- el Pergamí Sharrer, trobat al 1990, a Lisboa, amb set cantigues d'amor -una sense notació musical- compostes pel rei portugués Dionís I. Malgrat el nom amb què es coneix, sembla un full després d'un còdex, que podria contenir tota la producció lírica de Dionís I.

## Gèneres

### Gèneres majors: les cantigues
Els poemes lírics gallegoportuguesos reben el nom genèric de cantiga. N'hi ha diversos subgèneres ben diferenciats. En el Cancioneiro Colocci-Brancuti s'inclou un Art de trobar en què s'esmenten quatre gèneres diferents: cantiga d'amor, cantiga d'amic, cantiga d'escarn i cantiga de maleir. Aquests quatre gèneres poden en la pràctica reduir-se a tres, ja que les diferències entre les cantigues d'escarn i les de maleir són mínimes.
- Cantiga d'amor: és la trasposició al gallegoportugués de la cançó provençal. El trobador i la trobairitz es dirigeixen a la persona estimada, a la qual retreuen el seu rebuig o desdeny, en termes propis del món feudal. Aquestes cantigues manquen de tornada, i tenen una estructura mètrica molt definida.

- Cantiga d'amic: és un gènere exclusiu de la lírica gallegoportuguesa, sense precedent en la literatura occitana. Parla sempre una dona, en situacions que es repeteixen sovint (romiatges, etc) i el tema és sempre l'amor o el desamor. Hi té gran importància la natura. L'estructura mètrica es basa en el paral·lelisme.

- Cantiga d'escarn i de maleir: el seu precedent occità és el sirventés.

### Gèneres menors
- Tençó: cantiga dialogada en què, seguint el mateix esquema mètric, dos trobadors entaulen un enfrontament satíric o discursiu. Es conserven uns trenta texts d'aquest tipus i tots en són datables entre 1250 i 1280. N'hi ha, a més, la variant del partiment o joc partit, una tençó plantejada en forma de joc argumentatiu dirimit per un jurat.
- Cantiga de seguir: cantiga que imita un altre poema; la imitació, literal o amb modificacions, podia ser de la música, de l'estructura, de latornada… Normalment deriven de cantigues d'escarn, però n'hi ha algun exemple de seguiment de cantigues d'amic.
- Pranto (en català plany): cantiga que expressa dolor per la mort d'un personatge il·lustre; se'n conserven cinc texts (quatre són de Pero da Ponte, datats entre 1235 i 1252) que segueixen el model occità i clàssic.

### Gèneres contaminats
- Descordo: cantiga d'origen provençal que presenta o bé l'alternança de l'esquema mètric i melòdic d'una estrofa a una altra, o bé l'alternança de llengües o temes. Se'n conserven no més de 5 cantigues d'aquest gènere.
- Pastorel·la: es discuteix si és una simple variant de la cantiga d'amor o d'amic. Se'n conserven set texts que podrien considerar-se com a tals, tot i que presenten un alt grau d'hibridació i de manca de cohesió interna.
- Lai: cantiga que expressa una queixa amorosa i amb modalització narrativa; el contingut se'n vincula a la matèria de Bretanya. Es conserven 5 texts d'aquest tipus, tres dels quals són traduccions lliures de lais francesos. També són considerats, a vegades, variants de la cantiga d'amor i d'amic.
- Alba: gènere d'origen occità que en la lírica gallegoportuguesa manca de característiques essencials d'aquell, com ara la queixa de l'amant davant la separació amb l'arribada de l'alba. Només una cantiga mostra aquest esquema: "Levad'amigo que dormides as manhanas frias" de Nuno Fernandes Torneol.

## Aspectes formals
La forma de les cantigues gallegoportugueses és el resultat d'una síntesi entre la tradició occitana i l'autòctona; el resultat n'és una producció més homogènia, tot i que amb distorsions com la impossibilitat d'un isosil·labisme constant pel pes de la tradició oral. El recurs genèric característic de la lírica gallegoportuguesa és el paral·lelisme, que es manifesta de moltes maneres.
- Estrofes (denominades en l'època, cobles): es distingeixen les cantigues de mestratge (sense tornada; seguint la forma occitana) i les cantigues de refrany (en què la tornada és independent rítmicament de la resta de la cantiga; són hereves de la tradició gallega).

El nombre de versos que presenten oscil·la entre sis i set; en les de tres, també freqüents, el tercer vers es repeteix com a tornada al final de cada estrofa.
Tècnicament, la concatenació estrófica és essencial per al desenvolupament temàtic dels poemes. Se'n distingeixen:
- cobras dobras, les que repeteixen les mateixes rimes de dues en dues estrofes,
- cobras unissonans, les que repeteixen la rima en totes les estrofes,
- cobras singulars, aquelles que tenen canvi de rima en cada estrofa.

Quant a la relació interestròfica, les rimes es podien repetir de diferents maneres i així produïen diferents tipus d'estrofes:
- cobras capcaudadas, la rima del darrer vers d'una estrofa es repeteix en el primer de la següent.
- cobras capfinidas, un mot del darrer vers d'una estrofa obri el primer vers de la següent.
- cobras capdenals, un o més mots d'un vers d'una estrofa es repeteixen en el mateix vers d'estrofes successives.

Altres recursos estructurals són el dobre / mozdobre (repetició en posició simètrica de mots sense o amb variacions morfològiques); la palavra perduda (incorporar a una estrofa un vers estramp); l'encavalcament, que podia arribar fins a la fi de la cantiga, i acabava en una nova unitat mètrica d'uns tres versos denominada finda (així, es parla en aquests casos de cantigas ateúdas o lliga-finda); i el leixaprén, recurs propi de la lírica popular gallegoportuguesa.
- Versos: la meitat de les cantigues conservades utilitzen el decasíl·lab; en la resta, hi ha octosíl·labs i heptasíl·labs.

- Rima: n'hi ha casos de rima masculina (paraules agudes) i rima femenina (paraules planes).

- Recursos retòrics: anàfora, sinonímia, sinècdoque, inversió de mots, antítesis, metàfora, comparança, al·literació, paronomàsia, amplificatio i acumulació polisindètica (per a l'elogi de l'amant i de l'amor del poeta), hipèrbole, l'apòstrofe, l'equívoc i la ironia, etc.

## Tipus d'artistes involucrats
A diferència de la cultura trobadoresca occitana (sobretot aristocràtica), la lírica gallegoportuguesa assimilà molts elements populars, per això entre els seus artistes hi ha de criats a reis.
D'acord amb la terminologia de l'època, es poden distingir aquests tipus de poetes i artistes:
- Trobador
- Joglar
- Segrel: un trobador professional que acceptava diners per la interpretació de les composicions. Quasi sempre eren de la petita noblesa.
- Menestrel: instrumentista que executava, amb altres, l'acompanyament musical de la cantiga.
- Soldadera: dona que ballava i feia exercicis gimnàstics durant l'execució de la cantiga (una famosa en fou Maria a Balteira).

Es conserven composicions d'uns 170 autors, tot i que de molts només se'n coneix el nom. N'hi ha:
- Joâo Soares de Paiva (s. XII)
- Paio Soares de Taveirós (s. XII-XIII)
- Airas Nunes (s. XIII)
- Bernal de Bonaval (s. XIII)
- Mendinho (s. XIII-XIV)
- Martín Codax (s. XIII-XIV)
- Nuno Fernandes Torneol
- Joâo Airas de Santiago
- Pero da Ponte
- Dionís I de Portugal
- Eans Coton
- Xohan Garcia de Gilhade
- Xohan Zorro
- Xohan Airas de Santiago
- Xohan Bolseiro
- Paio Gómez Xarinho
- Sueiro Eannes
- Lopi Lias
- Mem Rodrigues de Tenorio
- Ayras Veaz
- Xohan Romeo
- Pero Eannes Marinho
- Martín Eannes Marinho
- Roy Queimado
- Pero Garcia
- Xohan Vasques
- Xohan Paez de Tallamancos
- Johan de Cangas
- Pay da Cana
- Roy Fernandes
- Afonso Mendes de Besteiros
- Martín de Xinzo
- Fernando Esquio
- Xohan de Requeixo
- Xohan de Lobeira
- Martín de Cornes
- Pero Meogo
- Pero Amigo de Sevilla